# Mauro Júnior
Mauro Jaqueson Júnior Ferreira dos Santos, bekannt als Mauro Júnior (* 6. Mai 1999 in Palmital, Bundesstaat São Paulo), ist ein brasilianischer Fußballspieler, der aktuell als Mittelfeldspieler bei der PSV Eindhoven unter Vertrag steht.

## Karriere

### Verein
Mauro Jaqueson Júnior begann in seiner Jugend bei Desportivo Brasil. In jungen Jahren wechselte er bereits nach Europa in die Jugend der PSV Eindhoven, wo er zunächst in der zweiten Mannschaft zum Einsatz kam. In 30 Zweitligaspielen in den Niederlanden schoss er sieben Tore. Am 15. Oktober 2017 debütierte er für die erste Mannschaft beim 5:2-Sieg über den VVV-Venlo, wo er auch ein Tor erzielte. Im Sommer 2019 wurde Júnior an Heracles Almelo verliehen, wo er Stammspieler war und in 26 Spielen sechs Tore erzielte. Nach seiner Rückkehr war er auch bei PSV Stammspieler. Er debütierte international in der UEFA Europa League gegen den FC Granada, bei der 2:1-Niederlage am 22. Oktober 2020. Anfang Juli 2021 verlängerte Júnior bei der PSV bis 2025.

### Nationalmannschaft
Júnior hat bislang fünf Spiele für Auswahlen der Brasilianer. Zwischen Oktober 2019 und November 2020 kam er zu drei Einsätzen für das U23-Team.

## Erfolge
Brasilien U17
- U-17-Fußball-Südamerikameisterschaft: 2015

PSV
- Niederländischer Meister: 2017/18
- Niederländischer Vize-Meister: 2021
- Niederländischer Pokalsieger: 2023